# U-God

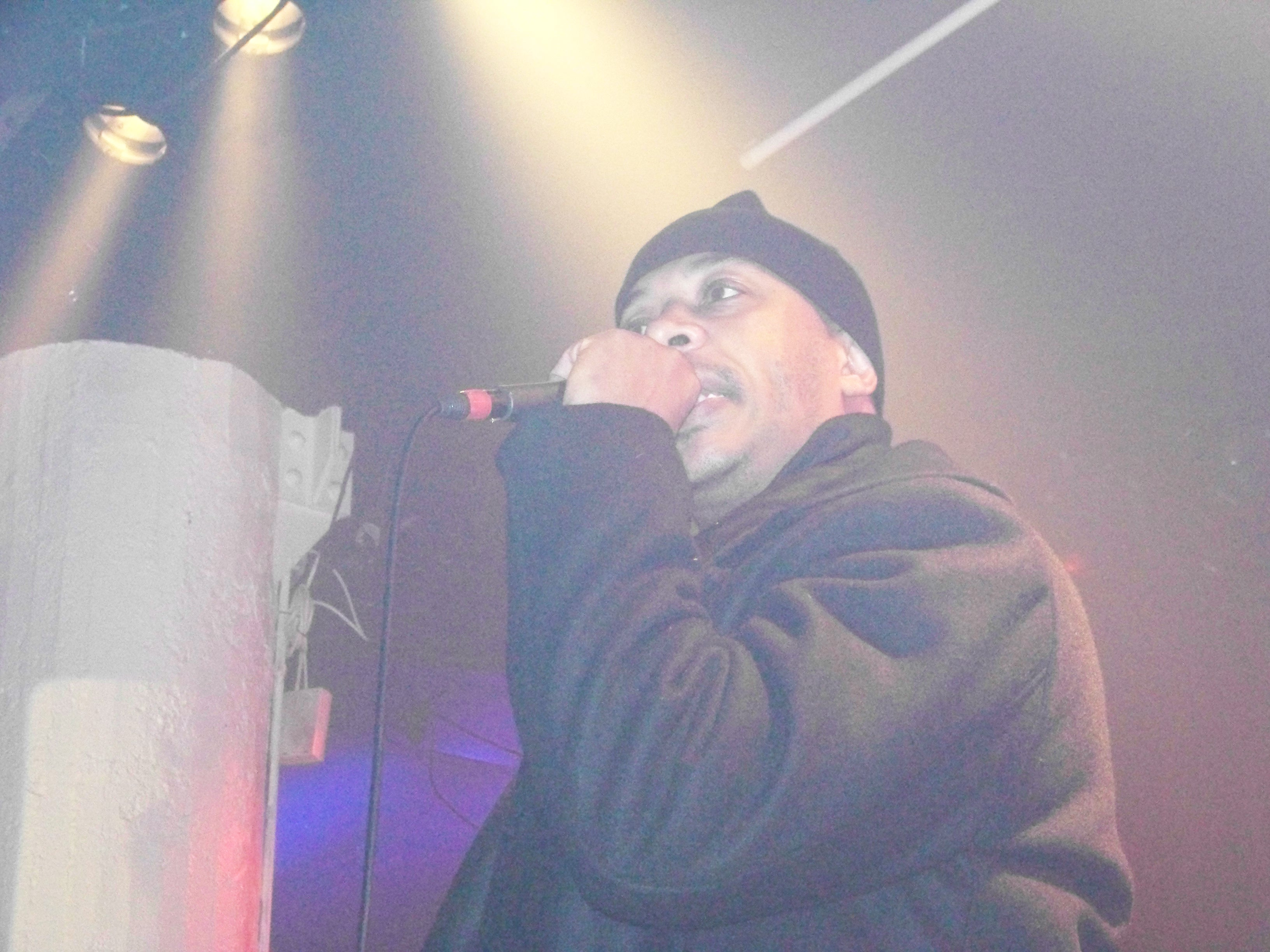

Lamont Jody Hawkins (născut pe 11 noiembrie 1970), mai cunoscut ca U-God (prescurtare de la Universal God), este un rapper american și membru al colectivului hip hop, Wu-Tang Clan.